# Ancylodactylus kenyaensis
Ancylodactylus kenyaensis — вид геконоподібних ящірок родини геконових (Gekkonidae). Ендемік Кенії. Описаний у 2022 році.

## Поширення і екологія
Ancylodactylus kenyaensis відомі з типової місцевості, розташованої на схилах гори Кенія, на висоті 1680 м над рівнем моря.